# Бруховський Олег Олегович
Олег Олегович Бруховський (4 лютого 1974, м. Житомир, Україна — 17 травня 2022) — український військовослужбовець, учасник російсько-української війни.

## Життєпис
Народився у Житомирі. Закінчив ЗОШ № 8, працював майстром-комплектувальником.
В квітні 2022 року став до лав Збройних сил України. Загинув від прямого попадання російською ракетою по казармі, де перебували українські військовослужбовці. Ідентифікувати тіло вдалось лише через майже 4 місяці. Поховання відбулось 12 вересня 2022 року на Смолянському міському кладовищі.